# Thomas Dufau
Pour les articles homonymes, voir Dufau.
Thomas Dufau, né le 3 janvier 1991 à Mont-de-Marsan (Landes), est un matador français.

## Présentation et carrière
Thomas Dufau débute en novillada piquée le 13 avril 2009 aux arènes de Mugron face à des novillos de la ganadería de Fernando Pena (une oreille). Un mois après à Rieumes, le 28 juin 2009, il coupe trois oreilles aux novillos de Luc et Marc Jalabert. Le mois suivant, le 20 juillet 2009, il sort a hombros avec deux oreilles des arènes de Mont-de-Marsan face à des novillos d'Enrique Ponce.
Deux semaines plus tard, le 18 septembre 2009, il combat des novillos de la Quinta à Nîmes, coupe à nouveau deux oreilles et sort en triomphe.
Le 22 août 2010, il glane deux oreilles aux arènes de Morlanne à Saint-Sever en Chalosse puis il remplace le novillero Mathieu Guillon, blessé lors de la novillada des fêtes de Saint-Perdon, pour un mano a mano avec Juan del Álamo en raison de la blessure au pouce du chef de lidia Sergio Flores. Thomas Dufau obtiendra salut, oreille et oreille et sortira en triomphe tout comme le mayoral. Le 26 juin 2011, dans les arènes de Morlanne de Saint-Sever, Thomas Dufau coupe les deux oreilles de son deuxième novillo, brindé à sa cuadrilla et à Richard Milian qui lui distilla ses conseils au cours de la faena.
Thomas Dufau a pris l'alternative dans les arènes de Mont-de-Marsan lors du premier jour des fêtes de la Madeleine devant le taureau Vario Pinto de l'élevage Garcigrande, avec pour parrain El Juli, et pour témoin Daniel Luque. Il coupe une oreille ce jour-là. Il doublera quelques jours plus tard lors de la même feria.
En Espagne, il se présente pour la première fois à Illescas le 1er septembre 2009 (deux oreilles). L'année suivante, dans les arènes de Séville le 2 mai 2010, il rate sa mise à mort. Il aura plus de succès lors de ses prestations suivantes : à Valence le 9 mai 2010 puis à Cordoue le 23 mai 2010, et le 29 mai 2011 dans La Monumental de Barcelone en compagnie de la novillera Conchi Ríos.
À Bayonne, le 1er août 2011, il reçoit une oreille et une ovation.
À Nîmes, le 18 septembre 2011, lors de sa confirmation d'alternative il reçoit deux oreilles pour son deuxième taureau (ganadería Jandilla 567 kg), et il sort a hombros  en compagnie de José Tomás. Lors de cette corrida du matin, son nom était orthographié Duffau dans les arènes,

### Temporadas
- 2010 : trente-cinq novilladas, quarante oreilles (3e de l'escalafón des novilleros)